# Argentina brasiliensis
Argentina brasiliensis es una especie de pez marino de la familia Argentinidae. Habita mares templados, concretamente en el suroeste del Océano Atlántico. Es endémico de las aguas continentales de Brasil.